# Rämmens distrikt
Rämmens distrikt är ett distrikt i Filipstads kommun och Värmlands län. Distriktet ligger omkring Lesjöfors i östra Värmland. Den norra delen av distriktet ligger i Dalarna.

## Tidigare administrativ tillhörighet
Distriktet inrättades 2016 och utgörs av Rämmens socken i Filipstads kommun.
Området motsvarar den omfattning Rämmens församling hade vid årsskiftet 1999/2000.

## Tätorter och småorter
I Rämmens distrikt finns en tätort men inga småorter.

### Tätorter
- Lesjöfors

### Övriga orter
- Villastaden